# Port Laoise

## Portlaoise
Port Laoise (em irlandês: Port Laoise) é a capital do condado de Laois, na Irlanda. Situada no centro do país, a cidade tem uma população de 23.494 habitantes (censo de 2022) e é a maior cidade da região das Midlands.
História:
A história de Portlaoise remonta ao século XVI, quando foi fundada como um forte inglês chamado Fort Protector. A cidade se desenvolveu ao redor do forte e, em 1783, recebeu o nome de Portlaoise.
Geografia:
Portlaoise está localizada no Rio Barrow, a cerca de 90 km a oeste de Dublin. A cidade é cercada por colinas e campos agrícolas.
Economia:
A economia de Portlaoise é baseada na agricultura, na indústria e no turismo. A cidade é um importante centro comercial para a região e abriga várias empresas multinacionais.
atrações:
As principais atrações de Portlaoise incluem:
- A Prisão de Portlaoise: Uma antiga prisão que agora é um museu.
- O Centro de Artes Dunamaise: Um centro cultural que apresenta concertos, peças de teatro e outros eventos.
- O Parque Emo: Um parque de propriedade do National Trust, com jardins, bosques e um lago.
- A Catedral de Santa Maria: Uma catedral católica romana construída no século XIX.

Educação:
Portlaoise possui várias escolas primárias e secundárias, bem como um campus do Instituto de Tecnologia de Carlow.
Transporte:
Portlaoise é bem conectada por transporte público, com serviços de trem e ônibus para Dublin e outras cidades. A cidade também tem um aeroporto regional.
Conclusão:

Em resumo, Portlaoise é uma localidade dinâmica e de significativa importância histórica, proporcionando uma variedade de experiências para seus habitantes e visitantes. Com uma ampla gama de atrativos, é considerada uma excelente opção para residência, trabalho e turismo.